# Тіція Гара
Tíціа Гара (угор. Gara Tícia; нар. 25 грудня 1984, Будапешт) — угорська шахістка, гросмейстер серед жінок від 2002 року. Триразова чемпіонка Угорщини з шахів серед жінок 2006, 2007 та 2019 років.
Її рейтинг станом на березень 2020 року — 2383 (79-те місце у світі, 2-ге в Угорщині серед діючих шахісток).

## Шахова кар'єра
Неодноразово здобувала медалі чемпіонату Угорщини серед дівчат у різних вікових категоріях, у тому числі золоту 1994 року (до 10 років), 1997 (до 14 років) і 1998 (до 14 років). Також була представницею країни на чемпіонатах світу і Європи серед дівчат, завоювавши чотири медалі: срібну (1998, Мурекк, ЧЄ до 14 років) і три бронзові (1994, Беїле-Херкулане, ЧЄ до 10 років; 1995, Верден, ЧЄ до 12 років і 1998, Орпеза, ЧС до 14 років). У 2001 і 2007 роках двічі виступила в складі національної збірної на командних чемпіонатах Європи. Також тричі (2006, 2007, 2019) вигравала чемпіонат Угорщини.
2001 року поділила 2-ге місце на турнірі за швейцарською системою Budapest Spring. У 2002 році повторила це досягнення на турнірі First Saturday ЇМ, А (також у Будапешті). 2015 року поділила 1-ше місце (разом з Сідонією Вайдою та Іветою Райліх на турнірі International Women Spring Chess Festival у Будапешті.